# Ніка Кенчадзе
Ніка Кенчадзе (груз. ნიკა კენჭაძე; нар. 17 квітня 1997, Амбролаурі, мхаре Рача-Лечхумі та Квемо-Сванеті) — грузинський борець вільного стилю, бронзовий призер чемпіонату світу та чемпіонату Європи.

## Життєпис
Боротьбою почав займатися з 2012 року. У 2017 році здобув срібну медаль чемпіонату Європи серед юніорів. Наступного року став бронзовим призером чемпіонату Європи серед молоді. Того ж року став чемпіоном світу серед молоді.
Виступав за борцівський клуб «Чемпіон» Тбілісі. Тренер — Гіоргі Гогшелідзе.

### Родина
Молодший брат грузинського борця вільного стилю Автанділа Кенчадзе — срібного призера чемпіонату світу, дворазового бронзового призера чемпіонатів Європи, бронзового призера Європейських ігор. У муніципалітеті Чребало (мхаре Рача-Лечхумі та Квемо-Сванеті) на честь братів Кенчадзе була названа місцева спортивна школа.

## Спортивні результати на міжнародних змаганнях

### Виступи на Чемпіонатах світу
| Змагання                        | Збірна | Вагова категорія          | Місце  |
| ------------------------------- | ------ | ------------------------- | ------ |
| Чемпіонат світу з боротьби 2019 | Грузія | вільна боротьба, до 79 кг | 21     |
| Чемпіонат світу з боротьби 2021 | Грузія | вільна боротьба, до 79 кг | Бронза |

### Виступи на Чемпіонатах Європи
| Змагання                         | Збірна | Вагова категорія          | Місце  |
| -------------------------------- | ------ | ------------------------- | ------ |
| Чемпіонат Європи з боротьби 2019 | Грузія | вільна боротьба, до 79 кг | Бронза |
| Чемпіонат Європи з боротьби 2020 | Грузія | вільна боротьба, до 79 кг | 13     |
| Чемпіонат Європи з боротьби 2021 | Грузія | вільна боротьба, до 79 кг | Бронза |

### Виступи на інших змаганнях
| Змагання                                     | Збірна | Вагова категорія          | Місце  |
| -------------------------------------------- | ------ | ------------------------- | ------ |
| Клубний чемпіонат світу з боротьби 2016      | Грузія | команда                   | 5      |
| Турнір Степана Саргісяна 2017                | Грузія | вільна боротьба, до 86 кг | Бронза |
| Турнір Дана Колова — Николи Петрова 2018     | Грузія | вільна боротьба, до 79 кг | Бронза |
| Турнір Г. Картозія і В. Балавадзе 2018       | Грузія | вільна боротьба, до 79 кг | 13     |
| Відкритий чемпіонат Польщі з боротьби 2018   | Грузія | вільна боротьба, до 79 кг | 9      |
| Henri Deglane Challenge 2019                 | Грузія | вільна боротьба, до 79 кг | 10     |
| Турнір Дана Колова — Николи Петрова 2019     | Грузія | вільна боротьба, до 79 кг | Бронза |
| Київський Міжнародний турнір з боротьби 2019 | Грузія | вільна боротьба, до 79 кг | 9      |
| Grand Prix de France Henri Deglane 2021      | Грузія | вільна боротьба, до 79 кг | Золото |
| Київський Міжнародний турнір з боротьби 2021 | Грузія | вільна боротьба, до 79 кг | Золото |
| Турнір Олександра Медведя 2021               | Грузія | вільна боротьба, до 79 кг | Срібло |

### Виступи на змаганнях молодших вікових груп
| Змагання                                       | Збірна | Вагова категорія          | Місце  |
| ---------------------------------------------- | ------ | ------------------------- | ------ |
| Чемпіонат світу з боротьби серед юніорів 2017  | Грузія | вільна боротьба, до 74 кг | 8      |
| Чемпіонат Європи з боротьби серед кадетів 2014 | Грузія | вільна боротьба, до 69 кг | 19     |
| Чемпіонат світу з боротьби серед кадетів 2014  | Грузія | вільна боротьба, до 69 кг | 26     |
| Чемпіонат Європи з боротьби серед юніорів 2017 | Грузія | вільна боротьба, до 74 кг | Срібло |
| Чемпіонат Європи з боротьби серед молоді 2018  | Грузія | вільна боротьба, до 79 кг | Бронза |
| Чемпіонат світу з боротьби серед молоді 2018   | Грузія | вільна боротьба, до 79 кг | Золото |